# 1942 à la télévision
| Années de la télévision : 1939 - 1940 - 1941 - 1942 - 1943 - 1944 - 1945    |
| Décennies de la télévision : 1910 - 1920 - 1930 - 1940 - 1950 - 1960 - 1970 |

Cet article présente les faits marquants de l'année 1942 à la télévision.

## Principales naissances
- 14 février : Michael E. Briant, réalisateur britannique
- 29 mars : Scott Wilson, acteur américain († 6 octobre 2018).
- 4 août : Don S. Davis, acteur américain († 29 juin 2008)
- 19 juin : Linda Dangcil, actrice américaine
- 20 juillet : Yves Mourousi, journaliste de télévision français († 7 avril 1998).
- 5 septembre : Denise Fabre, présentatrice de télévision et speakerine française.
- 12 septembre : Michel Drucker, animateur français
- 29 septembre : 
  - Ian McShane, acteur, producteur et réalisateur.
  - Yves Rénier : acteur, réalisateur et scénariste français († 24 avril 2021).
- 15 octobre : Penny Marshall, actrice, réalisatrice et productrice américaine.
- 18 octobre : Bernard Volker, journaliste français.
- 1er novembre : Marcia Wallace, actrice américaine († 26 octobre 2013).
- 2 novembre : Stefanie Powers, actrice américaine.